# Avincis
Avincis Aviation Group è una compagnia aerea spagnola di elicotteri ed aerei sanitari che opera in Norvegia, Svezia, Finlandia, Spagna, Italia, Portogallo, Cile e Mozambico. È una delle aziende più grandi al mondo nel suo settore, gestendo oltre 200 elicotteri in tutto il mondo.
La sede operativa centrale è a Lisbona, in Portogallo. La flotta comprende Airbus EC145-C2, Airbus H145-D2, Airbus H145-D3, Leonardo AW109s, Leonardo AW139, Leonardo AW169, Super Puma L2, Sikorsky S-76, Bell 412, aerei Beechcraft B250, Cessna 680A, Canadair CL-215, Canadair CL-415.
L'azienda fu fondata il 3 dicembre 2001 con il nome Scandanavian Air Ambulance, con basi per elicotteri a Stoccolma e Östersund. Nel 2008 avvenne la fusione con la norvegese Lufttransport e con SOS Helikoptern Gotland creando Scandinavian MediCopter; furono istituite diverse basi con elicotteri e aerei nei paesi nordici.
Nel marzo 2014 Babcock International acquisì interamente il gruppo Avincis includendo il gruppo scandinavo e la controllata britannica Bond Aviation Group, per 1,6 miliardi di sterline; le unità Avincis furono così successivamente rinominate Babcock Mission Critical Services nel gennaio 2015, ed il ramo scandinavo Babcock Scandinavian Air Ambulance.
Nel 2023, a causa di perdite finanziarie, l'intera attività di voli sanitari, search and rescue e antincendio di Babcock è stata acquisita da Ancala Partners (un gestore di fondi finanziari, compartecipato anche da Vontobel, con base in Lussemburgo e nel Regno Unito, che tra le altre possiede Hector Rail e quote dell'Aeroporto di Liverpool) per 136,2 milioni di euro, riponendola sotto il marchio Avincis.